# 皱翅厚壁蕨
皱翅厚壁蕨（学名：Meringium acanthoides）为膜蕨科厚壁蕨属下的一个种。